# Christophe Van de Plas
Christophe Van de Plas (14 september 1979) is een Belgisch voormalig volleyballer.

## Levensloop
Van de Plas was tijdens zijn jeugd actief bij VDK Gent en ging vervolgens aan de slag bij VT Kemzeke-Stekene. Later verdedigde hij de kleuren van PNV Waasland en VC Puurs.
Daarnaast was hij actief bij het Belgisch volleybalteam, waarmee hij onder meer deelnam aan het Europees kampioenschap van 2007.
Na zijn spelerscarrière ging hij aan de slag als coach bij het damesteam van VT Real Wetteren en het daaropvolgende seizoen als assistent-coach bij het herenteam van VDK Gent.